# Skalní rytiny v Altě
Skalní rytiny v Altě jsou součástí rozsáhlejšího archeologického naleziště ve městě Alta v oblasti Finnmarku v Norsku. Pocházejí z pravěku a jsou jedinými známými takto starými památkami, jaké se na území Norska nacházejí. První rytina byla objevena až na počátku 70. let 20. století, načež ze začaly objevovat další a další. V současné době je známo až několik tisíc rytin různého datování. Od roku 1985 jsou rytiny součástí světového dědictví.
Na jejich území se nachází muzeum, které je za poplatek přístupné. Nachází se v něm expozice o životě místních lidí, historickém vývoji a součástí prohlídky je i možnost procházky po dřevěném chodníku okolo rytin. Prohlídka spojuje několik míst, kde se rytiny nacházejí.